# Zoran Bojović
Pour les articles homonymes, voir Bojović.
Zoran Bojović, né le 26 novembre 1956 à Ivangrad aujourd'hui Berane, est un joueur de football international yougoslave. Depuis l'indépendance du Monténégro, il est devenu monténégrin, et porte également la nationalité belge, du pays où il réside depuis la fin de sa carrière. Son fils, Petar Bojović est également joueur de football.

## Carrière
Zoran Bojović débute dans des clubs mineurs du Monténégro, alors région de Yougoslavie, le FK Radnički Ivangrad, le FK Budva, et le FK FAP Priboj. En 1980, il rejoint le Radnički Niš, en première division yougoslave, où il connaît ses premiers succès, atteignant les demi-finales de la Coupe UEFA 1981-1982. Il dispute également deux matches avec l'équipe nationale yougoslave en 1983.
En 1985, il décide de faire le grand saut vers l'étranger et rejoint le Cercle de Bruges, un club de première division belge, qui vient de remporter la Coupe de Belgique. Bojović passe deux ans à Bruges, disputant une finale de Coupe de Belgique en 1986. La même année, il reçoit également le trophée du « Pop-Poll d'Echte », récompensant le meilleur joueur du Cercle de la saison, élu par les supporters. Il quitte la Venise du nord en juillet 1987 pour rejoindre le Standard de Liège, un des trois grands clubs belges, en pleine reconstruction après l'Affaire Standard-Waterschei.
Après une saison, Zoran Bojović est transféré au FC Mulhouse, en deuxième division française. Il y remporte son premier trophée, en décrochant le titre dans le Groupe A, ce qui permet au club de remonter en Division 1. Après un essai infructueux au Mans (il participe à un match amical avec l'équipe de Christian Létard contre Créteil en septembre 1989), il quitte la France en 1990 pour rejoindre le St Louis Storm, un club de football indoor évoluant dans la Major Indoor Soccer League. Mais il ne s'adapte pas à cette autre façon de jouer, et ne dispute que cinq matches avant de retraverser l'Atlantique.
De retour en Belgique, Zoran Bojović s'installe dans la région namuroise. Il rejoint en 1991 l'équipe du RFC Namur, qui évolue en Division 3. Après deux saisons, il part jouer à l'Union Wallonne Ciney durant un an. Il met un terme définitif à sa carrière en 1994.
Une fois retraité, il entraîne des équipes de divisions inférieures dans les environs de Namur : le FC Rhisnois, le RFC Spy, deux fois l'Union Namur, ainsi que les équipes de jeunes de ce dernier club.

## Palmarès
- 1 fois champion de deuxième division française en 1989 avec le FC Mulhouse.

## Statistiques
| Saison                | Club                  | Championnat           | Championnat | Championnat | Coupe(s) nationale(s) | Coupe(s) nationale(s) | Compétition(s) continentale(s) | Compétition(s) continentale(s) | Compétition(s) continentale(s) | Total | Total |
| Saison                | Club                  | Division              | M.          | B.          | M.                    | B.                    | Comp.                          | M.                             | B.                             | M.    | B.    |
| ?-?                   | FK Budva              | Division ?            | -           | -           | -                     | -                     | -                              | -                              | -                              | 0     | 0     |
| Sous-total            | Sous-total            | Sous-total            | -           | -           | -                     | -                     | -                              | -                              | -                              | 0     | 0     |
| ?-?                   | FK FAP Priboj         | Division ?            | -           | -           | -                     | -                     | -                              | -                              | -                              | 0     | 0     |
| Sous-total            | Sous-total            | Sous-total            | -           | -           | -                     | -                     | -                              | -                              | -                              | 0     | 0     |
| 1980-1981             | FK Radnički Niš       | Division 1            | -           | -           | -                     | -                     | -                              | -                              | -                              | 0     | 0     |
| 1981-1982             | FK Radnički Niš       | Division 1            | -           | -           | -                     | -                     | -                              | -                              | -                              | 0     | 0     |
| 1982-1983             | FK Radnički Niš       | Division 1            | -           | -           | -                     | -                     | -                              | -                              | -                              | 0     | 0     |
| 1983-1984             | FK Radnički Niš       | Division 1            | -           | -           | -                     | -                     | -                              | -                              | -                              | 0     | 0     |
| 1984-1985             | FK Radnički Niš       | Division 1            | -           | -           | -                     | -                     | -                              | -                              | -                              | 0     | 0     |
| Sous-total            | Sous-total            | Sous-total            | -           | -           | -                     | -                     | -                              | -                              | -                              | 0     | 0     |
| 1985-1986             | Cercle Bruges KSV     | Division 1            | 33          | 2           | 7                     | 0                     | C2                             | 2                              | 0                              | 42    | 2     |
| 1986-1987             | Cercle Bruges KSV     | Division 1            | 26          | 6           | 7                     | 2                     | -                              | -                              | -                              | 33    | 8     |
| Sous-total            | Sous-total            | Sous-total            | 59          | 8           | 14                    | 2                     | -                              | 2                              | 0                              | 75    | 10    |
| 1987-1988             | Standard de Liège     | Division 1            | 30          | 5           | -                     | -                     | -                              | -                              | -                              | 30    | 5     |
| Sous-total            | Sous-total            | Sous-total            | 30          | 5           | -                     | -                     | -                              | -                              | -                              | 30    | 5     |
| 1988-1989             | FC Mulhouse           | Division 2            | 22          | 1           | -                     | -                     | -                              | -                              | -                              | 22    | 1     |
| Sous-total            | Sous-total            | Sous-total            | 22          | 1           | -                     | -                     | -                              | -                              | -                              | 22    | 1     |
| 1990                  | Storm de Saint-Louis  | MISL                  | 5           | 0           | -                     | -                     | -                              | -                              | -                              | 5     | 0     |
| Sous-total            | Sous-total            | Sous-total            | 5           | 0           | -                     | -                     | -                              | -                              | -                              | 5     | 0     |
| 1991-1992             | RFC Namur             | Division 3            | 16          | 1           | 0                     | 0                     | -                              | -                              | -                              | 16    | 1     |
| 1992-1993             | RFC Namur             | Division 3            | 15          | 0           | 2                     | 0                     | -                              | -                              | -                              | 17    | 0     |
| Sous-total            | Sous-total            | Sous-total            | 31          | 1           | 2                     | 0                     | -                              | -                              | -                              | 33    | 1     |
| 1993-1994             | RUW Ciney             | Promotion             | -           | -           | -                     | -                     | -                              | -                              | -                              | 0     | 0     |
| Sous-total            | Sous-total            | Sous-total            | -           | -           | -                     | -                     | -                              | -                              | -                              | 0     | 0     |
| Total sur la carrière | Total sur la carrière | Total sur la carrière | 147         | 15          | 16                    | 2                     | -                              | 2                              | 0                              | 165   | 17    |